# Menòfant
Menòfant (Menophantus, Menóphantos Μηνόφαντος) fou un escultor grec d'època i origen desconeguts. Esculpí una preciosa estàtua d'Afrodita trobada a la muntanya Cèlia a Roma i que va esdevenir possessió modernament del príncep Ghisi. Porta la inscripció ΑΠΟ ΤΗΞ ΕΝ ΤΠΩαΔΙ ΑΦΠΟΔΙΤΗΞ ΜΗΝΟΦΑΝΤΟΞ ΕΠΟΙΕΙ i està finament executada.